# Le Métis de Dieu
Pour plus de détails, voir Fiche technique et Distribution.
Le Métis de Dieu est un téléfilm français réalisé par Ilan Duran Cohen et diffusé pour la première fois le 24 mars 2013 sur RTS Deux, puis le 29 mars 2013 sur Arte. Il évoque la vie apostolique et sociale de Jean-Marie Lustiger, cardinal archevêque de Paris, mort en 2007.

## Synopsis
Exceptionnel destin que celui de Jean-Marie Lustiger, le juif qui devint cardinal. À 14 ans, en pleine Occupation, il se convertit au catholicisme contre l’avis de ses parents. Il perd sa mère en déportation et se déchire avec son père qui n’accepte pas son choix. Devenu curé, il se hisse soudain au sommet de la hiérarchie ecclésiastique grâce à Jean-Paul II, avec lequel il se lie d’amitié. Mais en 1985, un couvent de carmélites polonaises s’installe dans les murs maudits d’Auschwitz, là où Giselle Lustiger a été gazée. L’évènement déclenche la plus grave crise entre juifs et chrétiens depuis la Seconde Guerre mondiale. Et c’est à ce prince de l’Église pas comme les autres qu’il revient de trouver une issue au conflit qui le bouleverse intimement.

## Fiche technique
- Réalisation : Ilan Duran Cohen[2]
- Scénario original : Chantal de Rudder
Adaptation et dialogues : Chantal de Rudder et Ilan Duran Cohen[2]
- Produit par : Joëy Faré
- Producteur associé : Ilan Duran Cohen
- Musique : Nathaniel Mechaly[2]
- Photographie : Christophe Graillot[2]

- Producteur : Scarlett Production[2]

## Distribution
- Laurent Lucas : Jean-Marie Aaron Lustiger
- Aurélien Recoing : Jean-Paul II
- Audrey Dana : Fanny
- Henri Guybet : Charles Lustiger
- Pascal Greggory : Albert Decourtray
- Grégoire Leprince-Ringuet : Père Julien
- Bruno Todeschini : Théo Klein
- Nathalie Richard : La Mère Supérieure
- David Migeot : Guillaume Bussières
- Mirza Halilovic : Cardinal Franciszek Macharski
- Patrick Massiah : René-Samuel Sirat
- Maurice Antoni : Jacob Kaplan
- Alex Skarbek : Père Kristof
- Pierre-Alain Chapuis : Ady Steg
- Antonia Olivia-Gil : Tullia Zevi
- Sacha Sprenger : Godfried Danneels
- Jean-Noël Martin : Jules-Marie-Victor Courcoux

## Production
Le comédien Laurent Lucas a été troublé par ce rôle : « Je connaissais peu le personnage, j’ai visionné des centaines d’interviews, enfermé dans ma chambre d’hôtel, tel un moine dans sa cellule. Au bout d’un moment, j’avais vraiment l’impression d’être lui, au point que je ne me regardais plus dans le miroir, pour ne pas chasser son visage de mon esprit. C’est la première fois que ça m’arrive. »

## Récompense
- 2013 : Pyrénées d'Or de la Meilleure Fiction Unitaire au Festival du film de télévision de Luchon[4],[1].